# Confrontation (Rackham)
Confrontation är ett taktiskt figurspel i fantasygenren. Figurerna tillverkas av det franska företaget Rackham i skalan 32 mm. I jämförelse är figurerna något större men inte lika tunga som de från Games Workshop.
Spelet utspelas i en medeltida fantasyvärld där riddare, trollkarlar, präster och barbarer strider mot varandra och mot sagolika varelser som wolfen, alver, orcher, gobliner och odöda. Hela världen är i krig där alla strider om herraväldet över kontinenten.
De mångsidiga reglerna i spelet tillåter spelarna att utkämpa småskaliga slag mellan desperata krigare men även större skärmytslingar mellan dussintals soldater och deras ledare.

## Att komma igång
För att spela Confrontation krävs ca 5-10 figurer per spelare. Varje blisterförpackning innehåller en eller fler figurer, en liten regelbok och ett kort som beskriver figurens förmågor. Figurernas förmågor beskrivs alltså inte i army books eller regelböcker utan på det medföljande kortet.
Detta ger ett stort utrymme för Rackham att släppa nya figurer utan att behöva släppa nya regelböcker. Dessvärre har Rackham bestämt sig för att börja med färdigmålade figurer vilket innebär att möjligheten att själv måla sina figurer försvinner.

### Dogs of War
Dogs of War är ett supplement till Confrontation i vilket spelet utökas med kampanjregler.

### Ragnarok
Rag’Narok är fortsättningen på Confrontation och tar steget från ett fåtal figurer till hela slag.

### Hybrid
Hybrid och expansionen Nemesis är ett brädspel som använder figurerna från Rackhams spelsystem.

### Cadwallon
Cadwallon är ett rollspel i Rackhams värld och använder också figurerna från Confrontation.

### Cry Havoc!
Cry Havoc! är Rackhams tidning motsvarande White Dwarf.

### Butiker
Confrontation hade en stor utbredning i Sverige men det är svårt att få tag i modeller att måla just nu. 
På nätet kan man köpa figurerna på:
- Unispel
- Gamemaniacs
- figurspel.se